# Xylocopa augusti
Xylocopa augusti är en biart som beskrevs av Amédée Louis Michel Lepeletier 1841. Den ingår i släktet snickarbin och familjen långtungebin. Inga underarter finns listade i Catalogue of Life. Arten förekommer i Sydamerika.

## Beskrivning
Ett stort, kraftigt byggt bi med en kroppslängd mellan 25 och 30 mm. Honan har svart grundfärg och kraftig, rödbrun päls på bakkroppens sidor och överdel. Hanen är täckt av brungul behåring. Vingarna är brunvioletta.

## Utbredning
Utbredningsområdet omfattar de sydamerikanska länderna Brasilien, Paraguay, Uruguay, Argentina och Chile. I det sistnämnda landet upptäcktes den helt nyligen, 2013, i regionen kring huvudstaden Santiago de Chile.

## Ekologi
Xylocopa augusti är polylektisk, den flyger till blommande växter från många olika familjer. Den favoriserar dock passionsblomssläktet i familjen passionsblomsväxter, men flyger även till amaryllisväxter (som Afrikas blå lilja), alströmeriaväxter (som Alstroemeria pulchra), ärtväxter (som robinia och Parkinsonia aculeata), familjen Quillajaceae (som såpträd) samt potatisväxter (som chilensk stjärnsöta). Arten är aktiv mellan december och mars.
Likt de flesta snickarbin bygger den sina larvbon i trä, som timmer och liknande, dött trä.